# ランシング (ウェスト・サセックス)
ランシング（英語: Lancing）は、英国ウェスト・サセックス州エイドゥーにあるヴィレッジ、行政教区。ディストリクトの中心地であるショアハム＝バイ＝シーと隣接している。村単体での人口は決して多くはないが、ブライトンからリトルハンプトンまで繋がるコナベーションに含まれており、コナベーション全体での人口はおよそ47万人に及ぶ。サウス・ダウンズ国立公園に村の大部分が含まれている。
2011年国勢調査時の人口は18,810人。
19世紀半ばから人気のマリンリゾートとして発展し、国道A259号線沿いには観光客向けの宿泊施設が並んでいる。

## 歴史
1828年、鉄器時代の神殿遺跡とローマ時代の寺院遺跡が発掘された。またチチェスター方面から伸びるローマ街道も建設されていた。その後ケルト人の時代にはエイドゥー川を渡ってショアハムへと至る道が築かれた。
19世紀には園芸農業が盛んに行われ、ブライトンやロンドンの市場へ花卉や果物が出荷されていった。中でも大きい生産者としては、トマトなどを育てていた「スパークス」とカーネーションなどを育てていた「ヤングス」があげられる。
1849年にはウェスト・コーストウェイ線が延伸され、ランシング駅が開業した。その後1908年から1912年にはランシング車両工場が開発され、1965年まで操業を続けた。その後跡地は工業団地として開発され、現在に至る。
第二次世界大戦後に園芸農業は衰退し、代わりに住宅開発が行われるようになった。そしてこれにより戦後から1970年にかけて急速に人口が増加した。

## 交通
鉄道
- ウェスト・コーストウェイ線（英語版）
  - ランシング駅